# Бочкин, Сергей Михайлович
Сергей Михайлович Бочкин (1893, село Поповское, Ярославская губерния, Российская империя — 29 марта 1919, Гомель, Могилёвская губерния, РСФСР) — революционер, большевик, участник борьбы за Советскую власть в Белоруссии.

## Биография
В 1919 году сотрудник, управляющий делами Гомельского ЧК.
Во время Стрекопытовского мятежа 1919 года в Гомеле после суточного вооружённого сопротивления схвачен и 29 марта замучен мятежниками.
31 марта 1919 года состоялись похороны 25 жертв Стрекопытовского мятежа. Погибших, включая Сергея Бочкина, похоронили в братской могиле коммунаров.

## Память

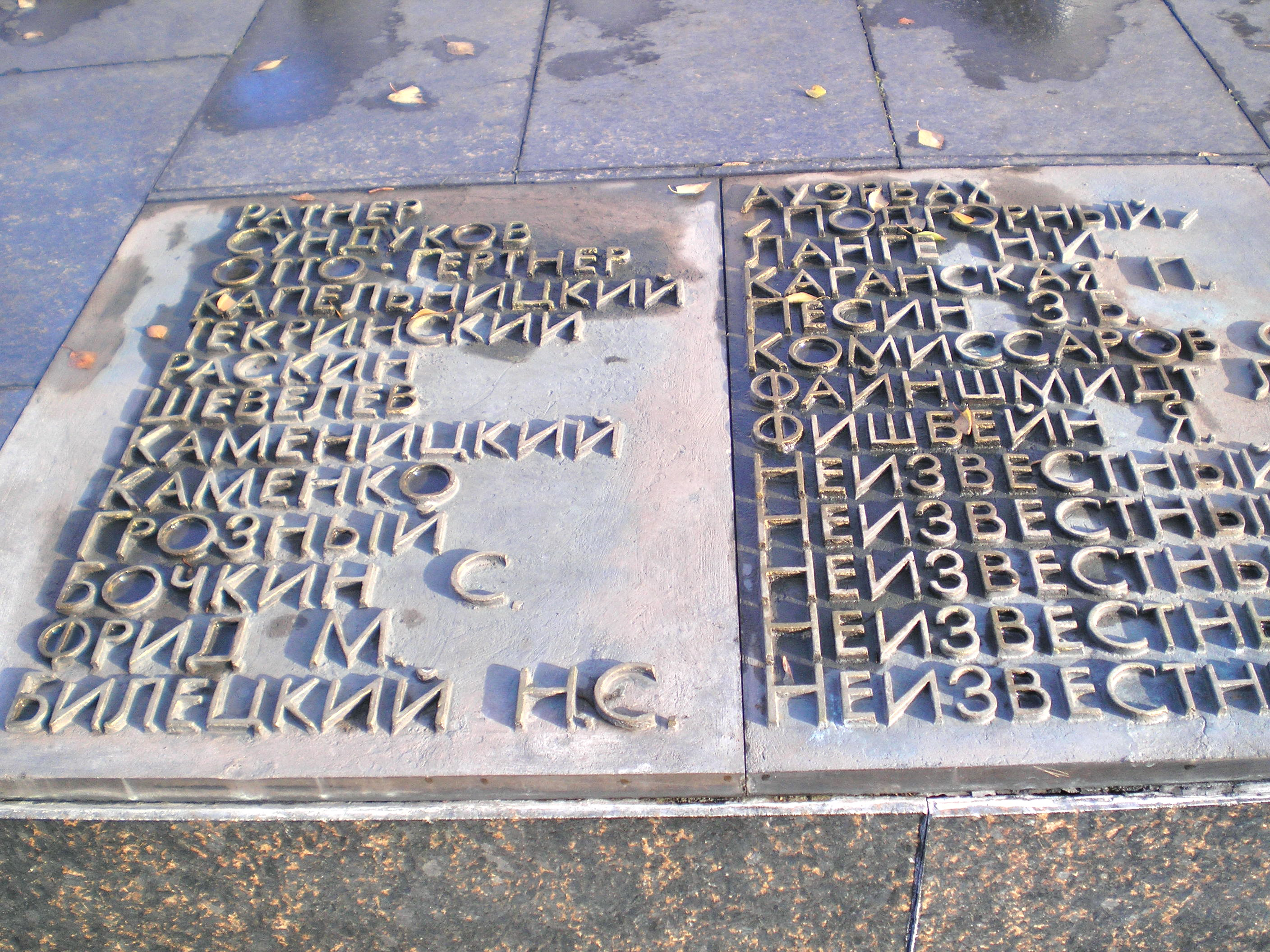
Мемориальная плита на могиле коммунаров. Надпись Бочкин С.

В 1949 году на братской могиле коммунаров установлен памятник — надгробная плита. В Гомеле именем Бочкина названа улица (бывшая Алексеевская).